# Owen Torrey
Owen Torrey   (Nova York, 31 d'octubre de 1925 - Norwalk, 13 de febrer de 2001) va ser un regatista estatunidenc, vencedor d'una medalla olímpica.
El 1948 va prendre part en els Jocs Olímpics d'Estiu de Londres, on va guanyar la medalla de bronze en la Classe Swallow del programa de vela. A bord del Margaret, formà tripulació junt a Lockwood Pirie.
Anteriorment havia lluitat en la Segona Guerra Mundial, on fou ferit. El 1948 es graduà a Harvard i el 1951 a la Columbia Law School.